# Episodi di Adam Strange
La prima e unica stagione di Adam Strange, è composta da 16 episodi, viene trasmessa 21 settembre 1969 al 11 gennaio 1970 sul canale inglese ITV. In Italia è stata trasmessa sul Programma Nazionale agli inizi anni' 70.
| n. | Titolo originale                                 | Titolo italiano | Prima TV Regno Unito | Prima TV Italia |
| -- | ------------------------------------------------ | --------------- | -------------------- | --------------- |
| 1  | REPORT 5055: CULT Murder Shrieks Out             |                 | 21 settembre 1969    | inizi anni' 70  |
| 2  | REPORT 0649: SKELETON Let Sleeping Heroes Lie    |                 | 28 settembre 1969    | inizi anni' 70  |
| 3  | REPORT 2641: HOSTAGE If You Won't Learn, Die!    |                 | 5 ottobre 1969       | inizi anni' 70  |
| 4  | REPORT 0846: LONELY HEARTS Who Killed Dan Cupid? |                 | 12 ottobre 1969      | inizi anni' 70  |
| 5  | REPORT 8319: GRENADE What Price Change?          |                 | 19 ottobre 1969      | inizi anni' 70  |
| 6  | REPORT 3906: COVERGIRLS Last Year's Model        |                 | 26 ottobre 1969      | inizi anni' 70  |
| 7  | REPORT 3424: EPIDEMIC A Most Curious Crime       |                 | 2 novembre 1969      | inizi anni' 70  |
| 8  | REPORT 2475: REVENGE When a Man Hates            |                 | 9 novembre 1969      | inizi anni' 70  |
| 9  | REPORT 1021: SHRAPNEL The Wish in the Dream      |                 | 23 novembre 1969     | inizi anni' 70  |
| 10 | REPORT 8944: HAND A Matter of Witchcraft         |                 | 30 novembre 1969     | inizi anni' 70  |
| 11 | REPORT 1553: RACIST A Most Dangerous Proposal    |                 | 7 dicembre 1969      | inizi anni' 70  |
| 12 | REPORT 7931: SNIPER When is Your Cousin Not?     |                 | 14 dicembre 1969     | inizi anni' 70  |
| 13 | REPORT 4821: X-RAY Who Weeps for the Doctor?     |                 | 21 dicembre 1969     | inizi anni' 70  |
| 14 | REPORT 2493: KIDNAP Whose Pretty Girl Are You?   |                 | 28 dicembre 1969     | inizi anni' 70  |
| 15 | REPORT 4407: HEART No Choise for the Donor       |                 | 4 gennaio 1970       | inizi anni' 70  |
| 16 | REPORT 4977: SWINDLE Square Root of Evil         |                 | 11 gennaio 1970      | inizi anni' 70  |

## REPORT 5055: CULT Murder Shrieks Out
- Titolo originale: REPORT 5055: CULT Murder Shrieks Out
- Diretto da: Charles Crichton
- Scritto da: Moris Farhi

### Trama
Un cantante pop muore fulminato durante un'esibizione di beneficenza, attraverso questo Adam Strange viene coinvolto in una setta religiosa incentrata su opere di beneficenza, e richiede a Ham Gynt di infiltrarsi in essa.

## REPORT 0649: SKELETON Let Sleeping Heroes Lie
- Titolo originale: REPORT 0649: SKELETON Let Sleeping Heroes Lie
- Diretto da: Peter Medak
- Scritto da: Brian Degas e Tudor Gates

### Trama
Adam indaga sullo scheletro trovato su un sito a Londra della Seconda Guerra Mondiale, ma si scopre che la vittima è morta 30 anni prima.

## REPORT 2641: HOSTAGE If You Won't Learn, Die!
- Titolo originale: REPORT 2641: HOSTAGE If You Won't Learn, Die!
- Diretto da: Charles Crichton
- Scritto da: John Kruse

### Trama
Un diplomatico cinese viene rapito e viene consegnata una richiesta di riscatto, e Strange si trova ad essere indignato dal governo cinese per localizzare il diplomatico. 

## REPORT 0846: LONELY HEARTS Who Killed Dan Cupid?
- Titolo originale: REPORT 0846: LONELY HEARTS Who Killed Dan Cupid?
- Diretto da: Peter Duffell
- Scritto da: Roger Parkes

### Trama
Strange indaga sull'omicidio di un fondatore di una società di appuntamenti, scoprendo che la situazione è molto più complessa di quanto immaginasse per trascinarsi in una situazione di vita e di morte.

## REPORT 9319: GRENADE What Price Change?
- Titolo originale: REPORT 9319: GRENADE What Price Change?
- Diretto da: Charles Crichton
- Scritto da: Bill Strutton

### Trama
Due fazioni opposte in un'università stanno pianificando varie attività per protestare contro l'istituzione di un'unità di ricerca sulla difesa in loco, e Strange interviene per calmare la situazione.

## REPORT 3906: COVERGIRLS Last Year's Model
- Titolo originale: REPORT 3906: COVERGIRLS Last Year's Model
- Diretto da: Peter Duffell
- Scritto da: Terence Maples

### Trama
Strange e Kaz indagano su una serie di furti avvenuti in una casa di moda poco prima della sfilata, e sospettano di molti modelli e del proprietario della casa di moda.

## REPORT 3424: EPIDEMIC A Most Curious Crime
- Titolo originale: REPORT 3424: EPIMEDIC A Most Curious Crime
- Diretto da: Daniel Petrie
- Scritto da: Don Brinkley

### Trama
Strange si trova di fronte ad un uomo che trasforma il sangue in oro, trafficando immigrati clandestini nel paese e ricavando enormi profitti dalla loro miseria.

## REPORT 2475: REVENGE When a Man Hates
- Titolo originale: REPORT 2475: REVENGE When a Man Hates
- Diretto da: Charles Crichton
- Scritto da: Martin Hall

### Trama
Strange si trova a dover indagare su un uomo appena uscito di prigione, deciso di vendicare degli uomini che lo hanno arrestato.

## REPORT 1021: SHRAPNEL The Wish in the Dream
- Titolo originale: REPORT 1021: SHRAPNEL The Wish in the Dream
- Diretto da: Brian Smedley-Aston
- Scritto da: Jan Read

### Trama
Un pezzo di scheggia sul corpo di un uomo morto rivela una svolta inaspettata in un triangolo eterno che si protende dal passato, e Strange indaga.

## REPORT 1021: HAND A Matter of Witchcraft
- Titolo originale: REPORT 8944: HAND A Matter of Witchcraft
- Diretto da: Peter Duffell
- Scritto da: Edward DeBlasio

### Trama
Strange e Ham si ritrovano immersi nel mondo della stregoneria quando una segretaria d'ufficio viene uccisa.

## REPORT 1553: RACIST A Most Dangerous Proposal
- Titolo originale: REPORT 1553: RACIST A Most Dangerous Porposal
- Diretto da: Peter Medak
- Scritto da: Nicholas Palmer

### Trama
Un ministro viene ucciso durante una festa organizzata da una giovane donna, e le prove di Strange si concentrano sul padre della vittima, nonché capo dell'organizzazione razzista.

## REPORT 7931: SNIPER When is Your Cousin Not?
- Titolo originale: REPORT 7931: SNIPER When is Your Cousin Not?
- Diretto da: Peter Medak
- Scritto da: Nicholas Palmer

### Trama
Strange si trova coinvolto nelle indagini su una serie di omicidi che coinvolgono alcune manifestazioni studentesche in un paese dell'Europa dell'Est.

## REPORT 4821: X-Ray - Who Weeps for the Doctor?
- Titolo originale: REPORT 4821: X-Ray - Who Weeps for the Doctor?
- Diretto da: Charles Crichton
- Scritto da: Roger Parkes

### Trama
Una festa organizzata dal personale dell'ospedale finisce con la morte di un neurochirurgo, e Strange cerca di trovare la verità con la sua tipica precisione chirurgica.

## REPORT 2493: KIDNAP Whose Pretty Girl Are You?
- Titolo originale: REPORT 2493: KIDNAP Whose Pretty Girl Are You?
- Diretto da: Daniel Petrie
- Scritto da: Don Brinkley

### Trama
Quando una reginetta di bellezza viene rapita, Strange ha 24 ore di tempo per trovare la ragazza.

## REPORT 4407: HEART No Choise for the Donor
- Titolo originale: REPORT 4407: HEART No Choise for the Donor
- Diretto da: Robert Asher
- Scritto da: Edward DeBlasio

### Trama
Un noto cardiochirurgo è stato rapito e Strange indaga.

## REPORT 4977: SWINDLE Square Root of Evil
- Titolo originale: REPORT 4977: SWINDLE Square Root of Evil
- Diretto da: Brian Smedley-Aston
- Scritto da: Leigh Vance

### Trama
Strange e Ham indaga su una serie di truffe ai danni di una società della Bank of England, scoprendo che l'avidità si annida all'interno.